# Râul Cetina

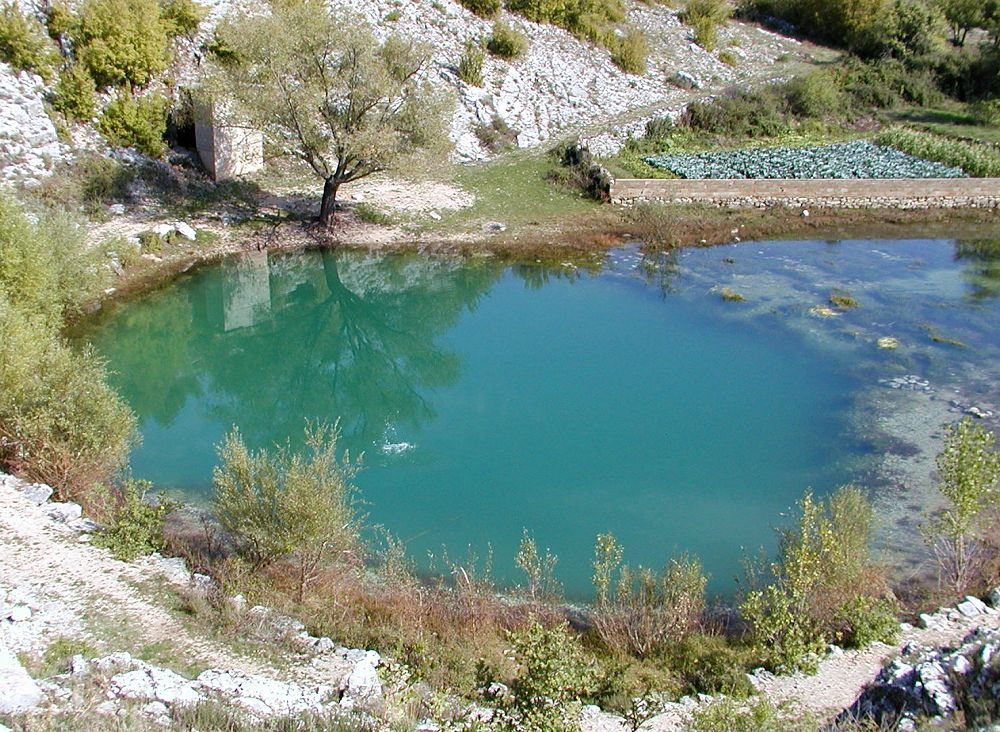
Râul Cetina

Râul Cetina (germană Zetina) este un râu cu lungimea de 98 km situat în sudul Croației. El este printre primele trei râuri ca mărime în regiunea istorică Dalmația. Cetina are izvorul în Alpii Dinarici în apropiere de satul croat Cetina și formează pe cursul mijlociu, un smârc la Sinj după care se varsă la Omiš (Almissa) în Marea Adriatică. Cursul râului este presărat cu defileuri, canioane impresionante, pe care râul le-a săpat în decursul timpui în regiunea de carst. Apa lui clară, traversează lacuri subterane, cascade și chei cu pereți verticali de stâncă ce ating 180 m înălțime. Pe cursul lui superior se află un lac de acumulare, care servește ca rezervor de apă și alimentează o hidrocentrală. Pe valea râului s-au făcut filmări pentru transpunerea pe ecran a unor romane a lui Karl May. În 1995 teroriști sârbi au încercat aruncarea în aer a barajului Peruča. Acțiunea a reușit numai parțial, teroriștii au reușit să provoace stricăciuni grave, dar n-au reușit să inunde orașele Sinj și Omiš.

## Galerie

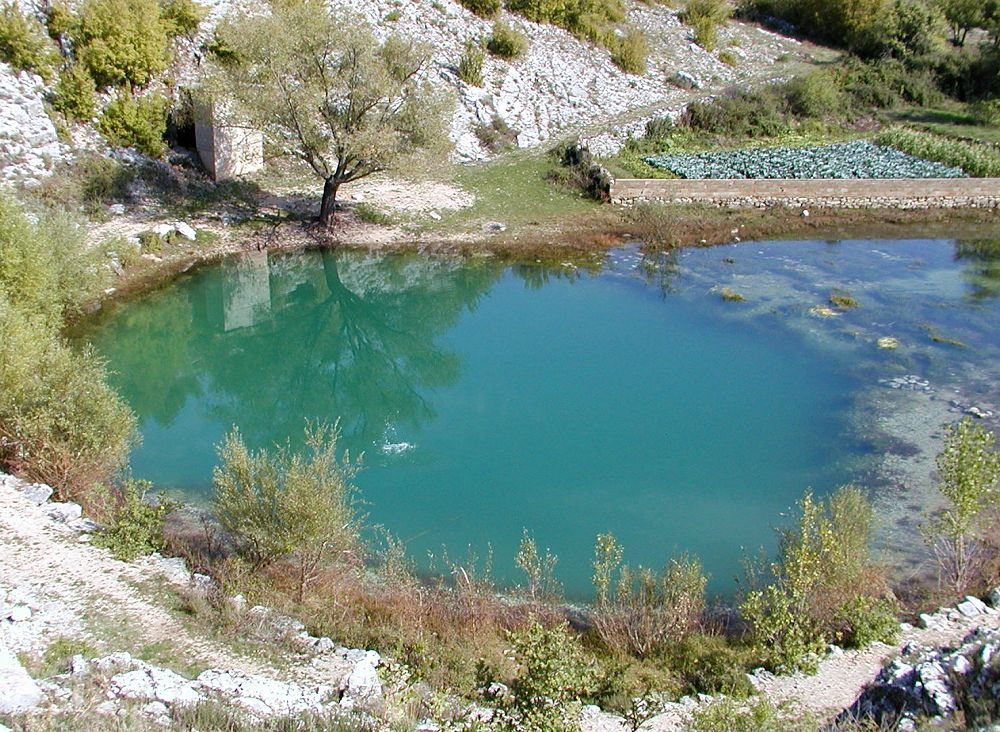
Izvorul râului Cetina
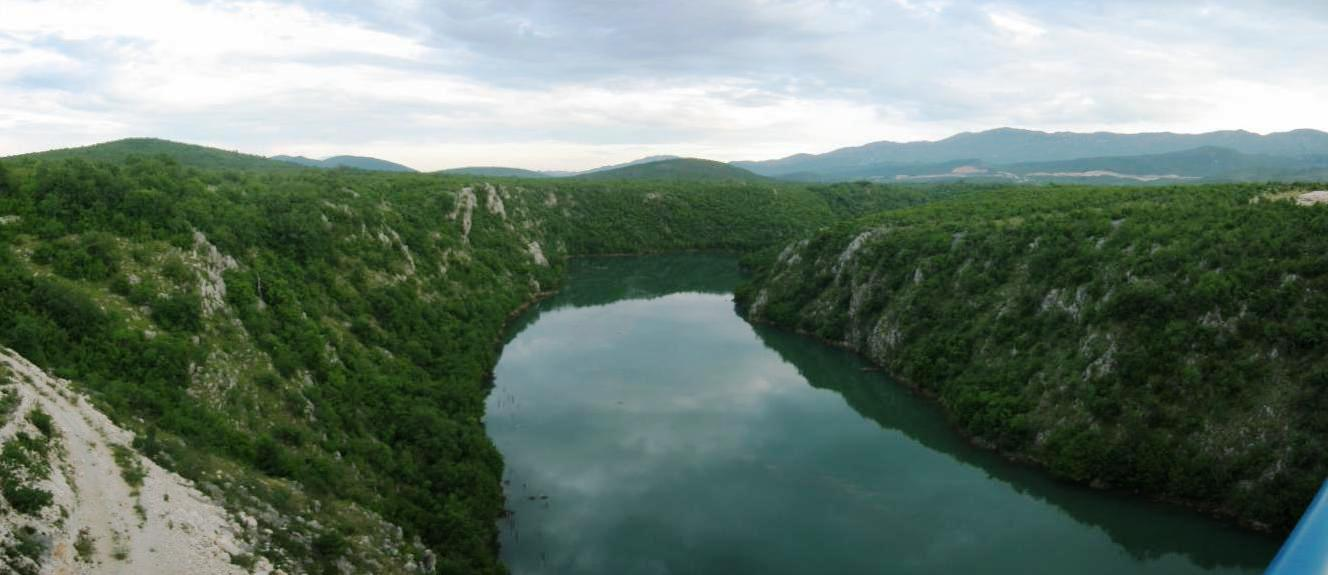
Panorma văii Cetina
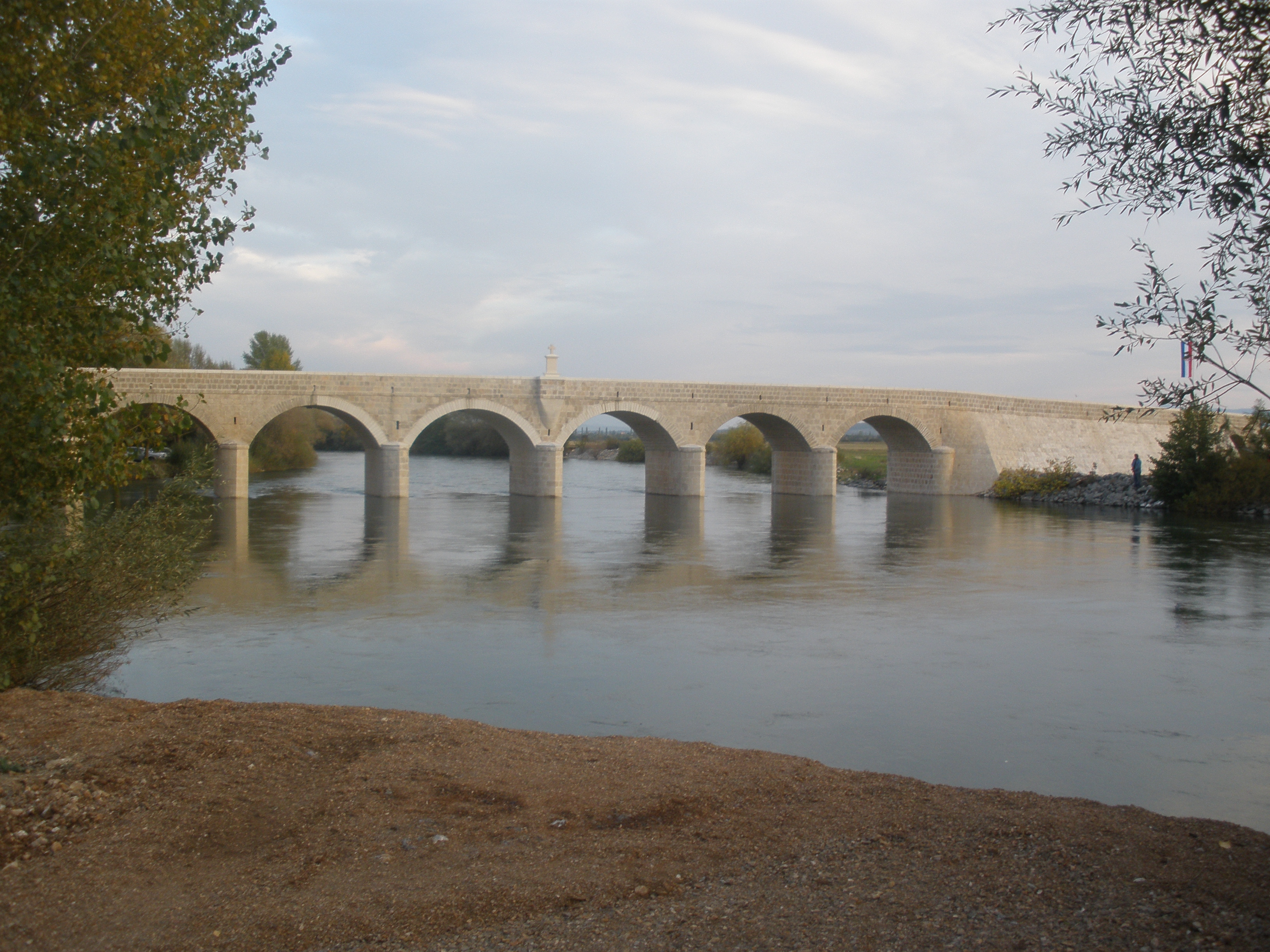
Un pod renovat peste Cetina în vecinătatea localității Panj (satul Rumin)
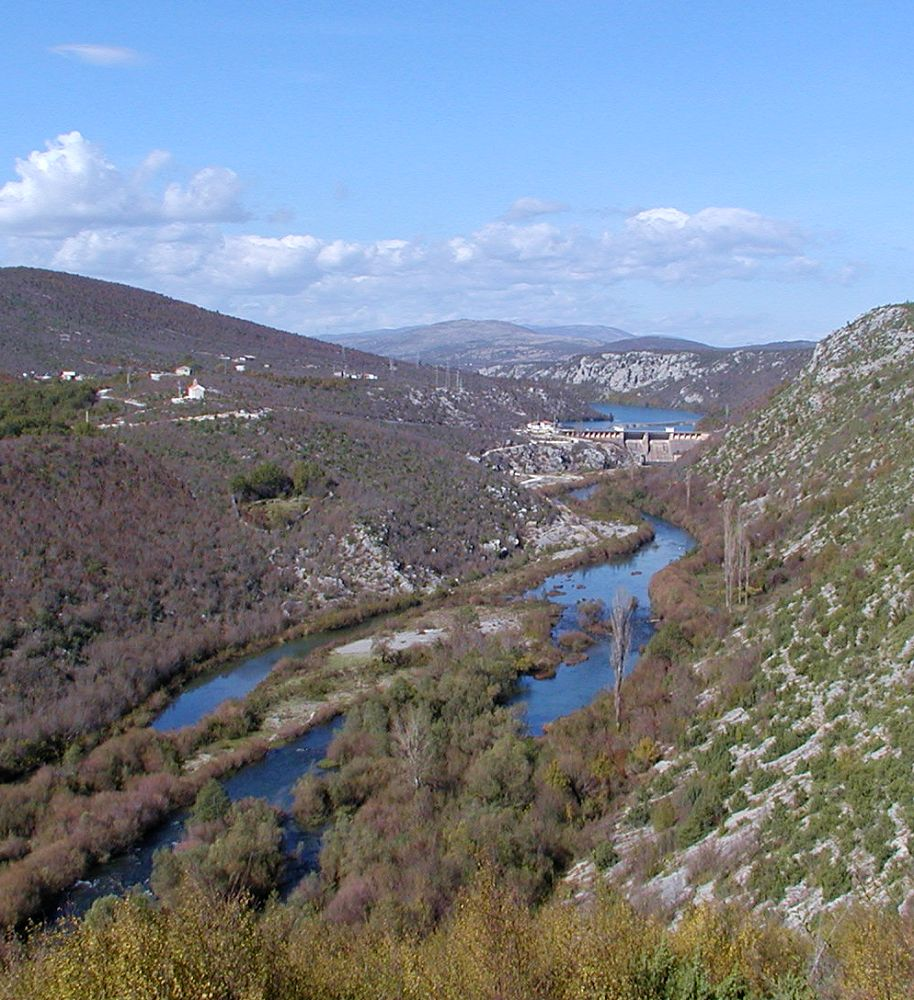
Una din barajele de pe Cetina
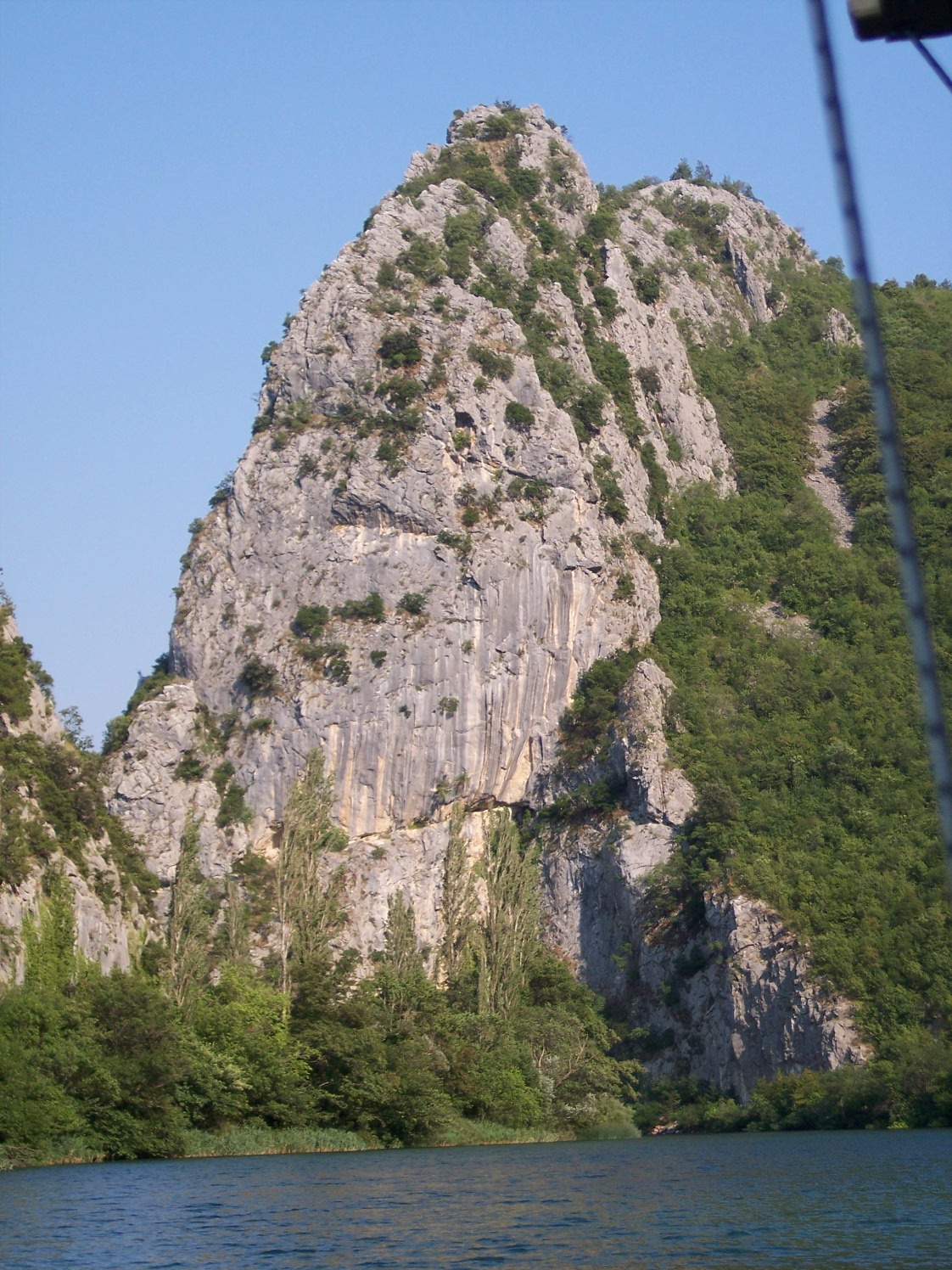
Strâmtoarea Cetina
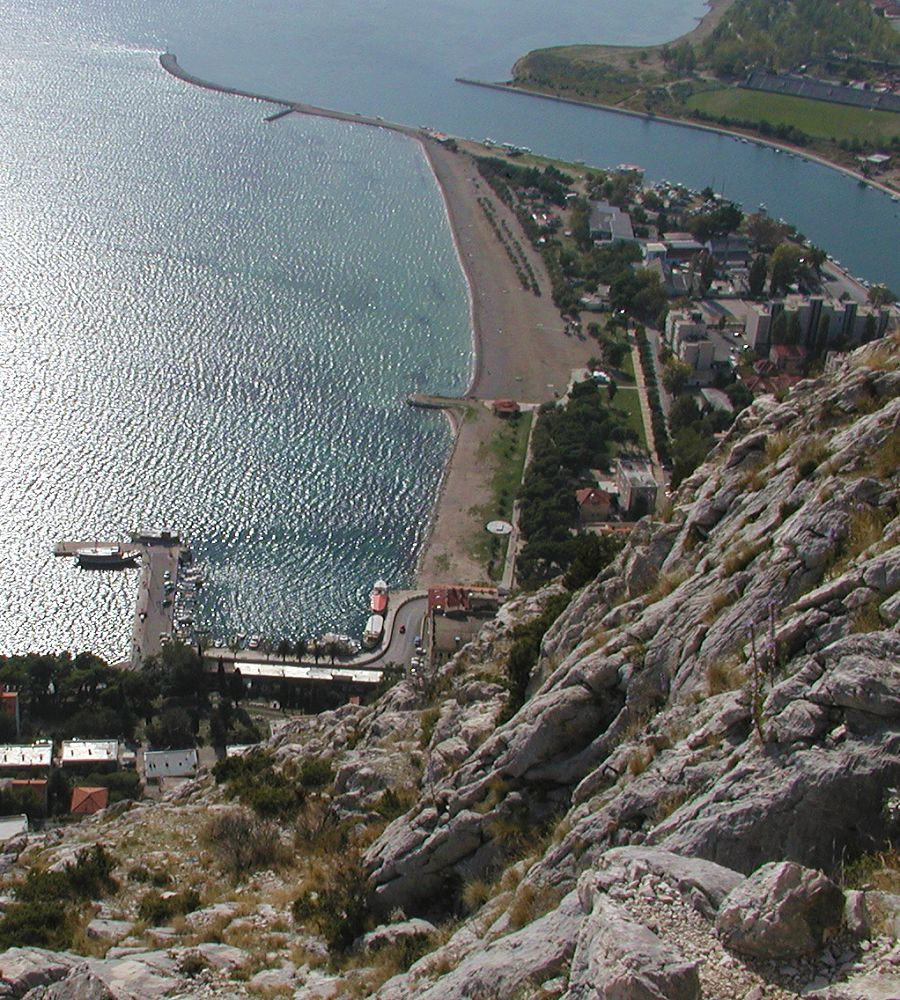
Vărsarea în Marea Adriatică, centrul oraşului Omiš